# Тигровий хліб
Тигровий хліб («голландський хрест» в США, «tijgerbrood» або «tijgerbol» в Нідерландах, і «хліб жирафа» у Великій Британії) - комерційна назва хліба, що має унікальний строкатий колір скоринки.

## Історія
Тигровий хліб, який також відомий як «голландський хрест» або «tijgerbrood». Його назва походить від особливого виду верхньої частині батона, який досягається шляхом нанесення пасти з рисового борошна перед випічкою. Ця паста не містить клейковини, тому не розтягується разом з тістом, що піднімається. У процесі випічки, коли батон розширюється, підсохла паста починає розходитися тріщинами. Тигровий хліб виник в Нідерландах і поширився в інших країнах Північної Європи. Його перша поява в США (в Області Затоки, Каліфорнія), за деякими джерелами, датують приблизно 1909 роком.

## Особливості приготування
Сам хліб, як правило, роблять з кунжутовою олією, а пасту готують з рисового борошна і наносять на поверхню до випічки. Паста, що надає хлібу особливого аромат, висихає, і в процесі випічки утворюється «тигрова шкура». Інший необхідний інгредієнт - кунжутова олія - додає особливого смаку й аромату хлібу. Запечена рисова скоринка зовні хрустка, а всередині м'яка. Як правило, тигровий хліб виготовляється у вигляді буханки або булочки білого хліба, але рецепт передбачає виготовлення в будь-якій формі. Також можна використовувати борошно грубого помелу.

## Цікаві факти
У травні 2011 року трирічна британка Лілі Робінсон (Lily Robinson) написала лист головному менеджеру мережі продуктових магазинів. Суть листа полягала в тому, що вона не знаходить хліб схожим на тигрову шкуру. У відповідь вона отримала лист з картою-купоном на £ 3, а хліб з тих пір в британських магазинах почали називати «хліб жирафа».